# UH–72 Lakota
Az UH–72 Lakota  kéthajtóműves többcélú helikopter, az  Eurocopter EC145 katonai változata. Az Airbus Group észak-amerikai leányvállalata, az American Eurocopter (napjainkban Airbus Helicopters) gyártja. Szerepelt az Egyesült Államok Hadserege által  2006. június 30-án kiírt többcélú könnyű helikopter(LUH) tenderén, akkor még UH–145 típusjelzéssel. 2006 októberében a helikopterre 345 darabos megrendelést adott a védelmi minisztérium. A gépekkel az elöregedett UH–1H és OH–58A/C könnyű helikoptereket váltják le az amerikai hadseregben és a  Nemzeti Légi Gárdánál.

## Története

### Háttér
Az Egyesült Államok hadserege elindította LHX programot 1980 elején, hogy két, de alapjaiban megegyező típust hozzanak létre. Az egyik egy általános, könnyű helikopter volt ("LHX-U") a másik egy taktikai könnyű támadó és felderítő helikopter ("LHX-SCAT") amely kiegészíti és kíséri az akkor indult támadó helikopter AH-64 Apache programot. Végül elvetették az egész programot és a hangsúlyt egy futurisztikus támadó helikopter felé terelték, amely a RAH-66 Comanche lett volna.
2004-ben az Amerikai Védelmi Minisztérium megszüntette a RAH-66 programot. Ezzel párhuzamosan elkezdték vizsgálni a RAH-66-os kiesése után, hogy miként lehet pótolni a típust. Ekkor született meg a három fejlesztési program, a Armed Reconnaissance Helicopter (fegyveres felderítő helikopter) (ARH), a Light Utility Helicopter (könnyű többcélú helikopter (LUH), és egy jövőbeli szállító helikopter (FCA) (későbbi elnevezése Joint Cargo Aircraft, vagy JCA) (közös szállító helikopter).

### Az LUH program és az "UH-145"
A LUH programot 2004 elején indították, amely akkor 322 helikopter beszerzésére irányult, de ki kellett elégíteni  a Nemzeti Gárda, adminisztratív és logisztikai feladatokat, az Egészségügyi evakuációs feladatoknak (MEDEVAC), valamint a hadsereg kiképző helikopterrel szemben támasztott követelményeknek. Az UH-145 mellett még öt pályázat érkezett.  Pályázatot adott be a Bell Bell 210 és Bell 412, Hughes MD Explorer és az AW139. Végül az EADS North America (EADS NA) UH-145 típusát hirdették ki győztesnek, amely az európai EC145 programon alapul.
2006. június 30-án kihirdették a győztest, amely az EADS NA lett és ezzel elnyerte a 3 milliárd dolláros szerződést. Augusztusban hivatalosan is megkapta az UH-145 helikopter az amerikai UH-72A nevet. Több vesztes cég tiltakozott.
Ez a tiltakozás ugyan négy hónappal csúsztatta a programot, de az EADS NA le tudta szállítani az első helikoptert a decemberi ünnepségre. Az UH-72-es helikopter akkor kapta a Lakota nevet, amely egy indián törzsi név. Hosszú hagyománya van annak, hogy a helikoptereket indián törzsekről nevezik el. A LUH üzlet az EADS NA legnagyobb megrendelése lett, amelyet európai cég valaha is kapott az Államokban, beleértve az Egyesült Államok Parti Őrségének HH-65 Dolphin és HC-144A típusait, valamint az egyéb biztonsági és védelmi rendszereket is.
A Lakota program 2007. augusztus 23-án megkapta a teljes pénzügyi támogatást a 345 helikopter legyártására. 2009 decemberében a hadsereg további 45 db-ot rendelt, így már összesen 178 helikoptert igényeltek. EADS North America 2010 márciusában adta át a 100. db-ot.

## Műszaki adatok
- Hossz: 13,03 m

- Magasság: 3,45 m
- Rotorátmérő: 11,0 m
- Üres tömeg: 1792 kg
- Hasznos terhelés: 1793 kg
- Legnagyobb felszálló tömeg: 3585 kg
- Maximális sebesség: 269 km/h
- Hatótávolság: 685 km
- Legnagyobb repülési magasság: 5791 m
- Hajtómű: 2 db Turbomeca Arriel 1E2 szabadturbinás hajtómű, egyenként 550 kW (738 LE) maximális teljesítménnyel